# Tribeca
Tribeca és un barri al sud de Baix Manhattan a la ciutat de Nova York als Estats Units d'Amèrica. El seu nom prové de l'anglès «TRIangle BElow CAnal street» (triangle al sud de Canal Street). Antigament s'escrivia TriBeCa.
El triangle, que de fet és un trapezi  és format pels carrers Canal Street, West Side Highway, Broadway, Chambers i Vesey Street. Darrerament, ha esdevingut un dels barris més rics i més cars de la ciutat.
Al segle xix i la primera meitat del segle XX Tribeca era un centre del comerç de tèxtils i cotó, però avui s'ha reemplaçat per una sèrie d'institucions modernes i monuments importants. El túnel Holland connecta Nova York amb Nova Jersey i té les seves entrades i sortides a la cantonada nord-oest de Tribeca. Washington Market Park, vorejat per Greenwich, Chambers, i West Street, és un parc de 0,65 hectàrees popular entre els nens per la seva àmplia zona de jocs. Rl barri té unes escoles de renom: la Stuyvesant High School, una de les escoles secundàries de ciència especialitzada així com PS234', una escola primària considerada una de les millors escoles públiques de l'àrea metropolitana de Nova York.
Actualment Tribeca és considerat un barri de moda farcit de botigues molt connectades, galeries d'art, bars i restaurants.

## Persones famoses
Hi viuen o hi van viure diversos personatges famosos com
- Edward Albee
- Mariah Carey
- Robert de Niro
- Leonardo DiCaprio
- Heather Graham
- Scarlett Johansson
- John F. Kennedy, Jr
- Beyoncé Knowles
- Chris Martin
- Dominique Strauss-Kahn[2]
- Meryl Streep
- Taylor Swift
- Justin Timberlake

## Esdeveniments
- Festival de Cinema de Tribeca